# Посольство Пакистана на Украине
Посольство Пакистана в Киеве (укр. Посольство Пакистану в Києві) — главная дипломатическая миссия Пакистана на Украине, расположена в столице страны Киеве.
Посол Пакистана на Украине: Ахмед Наваз Салим Мела (с 2010 года).

## История дипломатических отношений
Исламская Республика Пакистан признала независимость Украины 31 декабря 1991 года. 16 марта 1992 были установлены дипломатические отношения между Украиной и Пакистаном. Посольство Пакистана функционирует в Киеве с октября 1997 года.

## Почетное консульство
Почетное консульство Исламской Республики Пакистан в Одессе.
- Адрес: г. Одесса, ул. Олгівська, 27

## Послы Пакистана на Украине
1. Мирза Тарик Фарук (1997—2000)
2. Шамун Алам Хан (2000—2004)
3. Газанфар Али-хан (2004—2010)

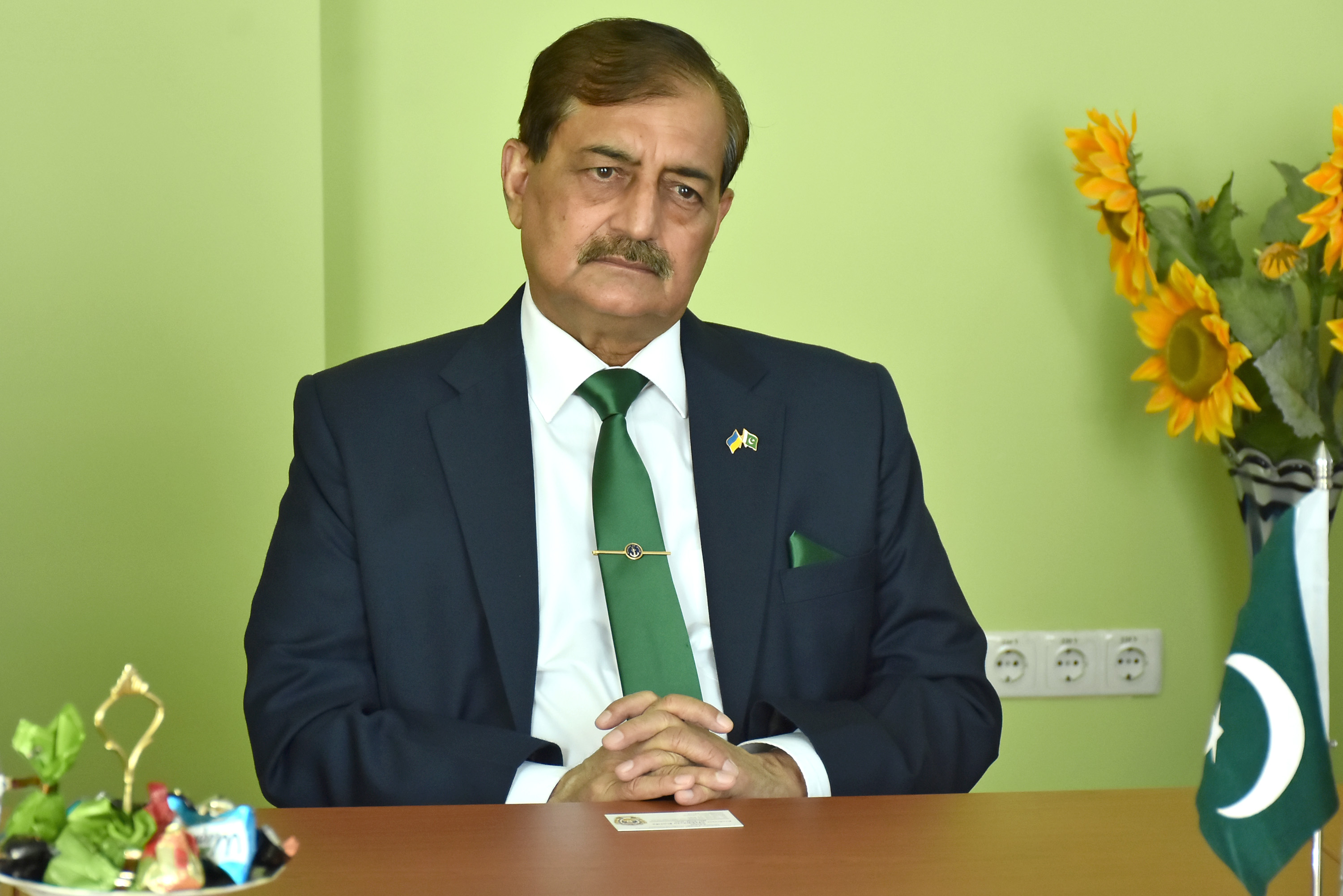
Захид Мубашир Шейх

4. Ахмед Наваз Салим Мела (2010-2016)
5. Атхар Аббас (2016-2019)
6. Захид Мубашир Шейх (2019-н.в.)